# Medaura lagerstroemia
Medaura lagerstroemia är en insektsart som beskrevs av Thanasinchayakul 2006. Medaura lagerstroemia ingår i släktet Medaura och familjen Phasmatidae. Inga underarter finns listade i Catalogue of Life.